# Тамбо, Оливер
Оливер Реджинальд Тамбо (англ. Oliver Reginald Tambo; 27 октября 1917[…], Nkantolo, Мбизана — 24 апреля 1993[…], Йоханнесбург) — южноафриканский политик, борец против апартеида, центральная фигура в Африканском национальном конгрессе.

## Биография
Оливер Тамбо родился 27 октября 1917 года в деревне Нкантоло в Бизане. Его отец, Мзимени Тамбо, фермер и помощник продавца в местном торговом магазине. У Мзимени было 4 жены и 10 детей. Мать Оливера, третью жену Мзимени, звали Джулия.
Являлся членом национального-освободительного движения ЮАР. В 1940 году, наряду с Нельсоном Манделой, исключён из Университета Форт-Хэр за участие в антиправительственных выступлениях. В 1944 году во время Второй мировой войны участвовал в создании Молодёжной лиги АНК. В составе организации занимал различные посты:
- С 1949 — член Национального исполкома.
- С 1955 — генеральный секретарь.
- С 1958 — вице-президент АНК.
- С 1967 — исполнял обязанности президента АНК.

Имя Оливера Тамбо носит международный аэропорт в Йоханнесбурге.

## Награды
- Платиновый Орден Мапунгубве.
- Медаль Изитваландве.
- Орден Дружбы (27 июля 1987 года, ЧССР)[3].
- Орден Дружбы народов (26 октября 1987 года, СССР) — за заслуги в борьбе за национальное освобождение, за мир и демократию, вклад в развитие дружбы между народами Южной Африки и Советского Союза и в связи с семидесятилетием со дня рождения[4].